# D mol
D mol ("D minor") este un grup muzical din Muntenegru care și-a reprezentat țara în Concursul Muzical Eurovision 2019 în Tel Aviv, Israel.
Au fost selectați să reprezeinte Muntenegru după ce au câștigat selecția națională din Muntenegru, Montevizija. În Tel Aviv și-au interpretat cântecul, intitulat "Heaven", în prima jumătate a primei semi-finale. D mol nu au reușit să se califice în finală, fiind al patrulea an consecutiv în care Muntenegru nu a reușit să se califice. 
La început numele grupului a fost D-Moll, însă în martie 2019 numele a fost schimbat în cel prezent.

## Membrii
- Rizo Feratović, născut pe 15 noiembrie 1997, în Dragaš;
- Željko Vukčević, născut pe 8 ianuarie 2000, în Podgorica;
- Ivana Obradović, născută pe 21 februarie 2000, în Bijelo Polje;
- Emel Franca, născut pe 12 augurst 2000, în Bijelo Polje;
- Mirela Ljumić, născută pe 12 martie 2001, în Podgorica;
- Tamara Vujačić, născută pe 5 august 2002, în Podgorica.

## Discografie
| Title     | Year | Album             |
| --------- | ---- | ----------------- |
| "Heaven"  | 2019 | Single fără album |
| "21. maj" | 2019 | Single fără album |